# Nii Amaa Ollennu
Nii Amaa Ollennu (* 21. Mai 1906; † 22. Dezember 1986) war ein führender Politiker, Jurist und auch kurzzeitig Staatsoberhaupt in Ghana.

## Jurist
Ollennu war Jurist und arbeitete seit 1940 als Anwalt in der damaligen britischen Kolonie Goldküste. Er wurde Richter und veröffentlichte mehrere Bücher zu juristischen Themen. Sein Fachgebiet war Bodenrecht. Daneben war er im Weltbund der reformierten Kirchen (World Alliance of Reformed Churches) aktiv.

## Politiker
Ollennu war kurzzeitig Vorsitzender der National Democratic Party, einer kleinen politischen Partei während der Unabhängigkeitsphase der Kolonie Goldküste. Nachdem die erste Partei Ghanas, die United Gold Coast Convention (UGCC), auf Betreiben von Kwame Nkrumah durch das Abspalten eines wesentlichen Teils zur Convention People’s Party (CPP) unter Nkrumah wurde, schloss sich der verbleibenden Teil der UGCC mit der NDP unter Ollennu zur Ghana Congress Party zusammen. Hier entbrannte zwischen Ollennu und J.B. Danquah, dem ehemaligen Vorsitzenden der UGCC der Kampf um die Vorherrschaft in der neuen Partei, die politisch in der Danquah-Busia-Tradition stand.
Dieser Machtkampf wurde durch Ollennu beendet, in dem er sich zu Gunsten seiner juristischen Karriere aus der Politik zurückzog.

## Staatsoberhaupt
Ollennu übernahm am 7. August 1970 von General Akwasi Afrifa den Vorsitz der Presidential Commission die als provisorischer Präsidentschaftsrat fungierte. Mit der Amtsübergabe an den gewählten Präsidenten Edward Akufo-Addo endete seine kurze Amtszeit am 31. August 1970. Zugleich endete damit die seit dem Putsch vom 24. Februar 1966 bestehende Militärregierung.

## Familie
Seine 1956 geborene Tochter Amerley Ollennu Awua-Asamoa wurde 2017 zur Botschafterin in Dänemark und zur nicht-residierenden Botschafterin für Schweden, Finnland und Island ernannt. Sie hat Geschwister aus mehreren Ehen ihres Vaters.

## Werke
- Principles of customary land law in Ghana, Sweet & Maxwell, London 1962
- Ollennu's principle of customary land law in Ghana (mit Gordon R. Woodman), University of Birmingham, 1985, ISBN 0-9510530-0-0